# St. Francis (Wisconsin)
St. Francis város az USA Wisconsin államában, Milwaukee megyében. Lakosainak száma 9161 fő (2020. április 1.).

## Népesség
A település népességének változása:

| 2010 | 9 365 |
| 2020 | 9 161 |